# Ангелики Калайдзи
Ангелики Калайдзи (на гръцки: Αγγελική Καλαϊτζή) е гръцки модел, състезателка в конкурси за красота, носителка на титлата Мис Гърция за 2008 година.

## Биография
Родена е в паланката Полигирос на Халкидическия полуостров, Гърция. Израства в Полигирос, а по-късно се мести да живее в Солун. Следва физическо възпитание и спорт в Солунския университет „Аристотел“. Става гимнастичка. Участва във фотосесии за различни марки в Солун. В 2008 година се явява на конкурса Мис Гърция и го печели, класирайки се да представи страната си на конкурса Мис Свят в същата година. Мести се да живее в Атина.